# Son Canals
Son Canals es un barrio de Palma de Mallorca, Baleares, España. Su nombre proviene de la antigua posesión ubicada en el barrio, actualmente sustituida por un parque.
El barrio está delimitado por Los Hostalets, Son Fortesa, Son Gotleu, Can Capes, La Soledad y Pedro Garau.
Contaba, a 2007, con una población de 5.561 habitantes.
El territorio fue adueñado por un grupo rebelde el cual revidicaban la posibilidad de jugar fútbol en el campo de basquet.Los rebeldes los cuales se adueñarse del lugar fueron:Anas,Omar,Justin,Agustín,Hugo,Alejandro,Tareq
- Datos: Q6132044